# Diarra
Diarra is een gemeente (commune) in de regio Kayes in Mali. De gemeente telt 7100 inwoners (2009).
De gemeente bestaat uit de volgende plaatsen:
- Bouly
- Diarra
- Domboné
- Madina
- Niamé
- Segue